# Молодёжная сборная США по хоккею с шайбой
Молодёжная сборная США по хоккею с шайбой представляет США на ежегодном чемпионате мира по хоккею с шайбой среди молодёжных команд, проводимом в декабре и январе.

## История

### Финляндия 2004
- Чемпионат мира по хоккею с шайбой среди молодёжных команд 2004

Победив сборную Канады, хоккеисты сборной США завоевали первый титул чемпионов мира.

### Канада 2010
- Чемпионат мира по хоккею с шайбой среди молодёжных команд 2010

В финальном матче против фаворита и команды хозяина чемпионата — сборной Канады, сборная США в овертайме одержала победу и во второй раз стала чемпионом соревнований.

### Россия 2013
- Чемпионат мира по хоккею с шайбой среди молодёжных команд 2013

В финальном матче сборная США одержала уверенную победу над сборной Швеции — действующим чемпионом и в третий раз за всю историю проведения соревнований стала чемпионом.

### Швеция 2014
В четвертьфинальном матче сборная США, действующий чемпион мира на тот момент, уступила команде России и осталась за чертой призёров.

### Канада 2017
- Чемпионат мира по хоккею с шайбой среди молодёжных команд 2017

В финальном матче сборная США переиграла команду Канады со счетом 5:4.

### Канада 2021
- Чемпионат мира по хоккею с шайбой среди молодёжных команд 2021

В финальном матче сборная США обыграла сборную Канады - действующего лидера на этом чемпионате (6 побед подряд) со счетом 2:0.
Став чемпионами мира в пятый раз.